# Сало Іван Васильович
Іван Васильович Сало (16 січня 1941, село Богданівка Шосткинського району Сумської області — 06 травня 2017, м. Суми, Україна) — український науковець, фінансист, банкір, педагог. Доктор економічних наук (1996),  професор (1999), заслужений економіст України (1997), заслужений професор (2014) Української академії банківської справи НБУ, яка була реорганізована шляхом її приєднання до Сумського державного університету у 2016 році.

## Життєпис
Народився в сім'ї вчителів. Батько — Василь Антонович, директор школи, мати — Євдокія Матвіївна — вчителька.
У 1957 році після закінчення 8-річної школи, поступив до технічного училища № 3 міста Шостки, яке закінчив в 1958 році, отримавши кваліфікацію столяра-теслі V розряду. Працював за спеціальністю до січня 1961 року.
У квітні 1962 року розпочав роботу агентом зі страхування життя, майна та будівель в інспекції Держстраху м. Шостка.
З листопада 1962 на посаді дільничого інспектора, працював з підприємствами, організаціями, колгоспами та сільськими Радами Шосткінського району.
У 1964 році отримав кваліфікацію фінансиста, закінчивши заочне відділення Одеського фінансово-кредитного технікуму за спеціальністю «державний бюджет».
У серпні 1965 року перейшов на посаду старшого економіста бюджетного відділу Шосткинського міськфінвідділу.
У 1968 році працював і одночасно навчався в Московському Всесоюзному заочному юридичному інституті, який закінчив в 1973 році за кваліфікацією юриста.
У червні 1973 року Шосткинською міською радою депутатів трудящих був призначений на посаду завідуючого Шосткинським міськфінвідділом, яку займав до квітня 1982 року.
У 1982 році наказом Міністерства фінансів УРСР призначений завідуючим фінансовим відділом виконкому Сумської обласної Ради.
У 1988 році очолюваний ним колектив за високі досягнення був відзначений перехідним Червоним прапором Міністерства фінансів СРСР та ЦК профспілки працівників державних установ.
У грудні 1992 року став заступником голови облдержадміністрації — начальником фінансового управління Сумської облдержадміністрації.
30.09.1993 року Сало І.В. захистив дисертацію при Харківському національному університеті імені В.Н. Каразіна на ступінь кандидата економічних наук за темою рос. «Управление и регулирование финансов в рыночной экономике».
З 1994 по 2003 очолював Сумське обласне управління Національного банку України.
04.10.1996 захистив докторську дисертацію «Управління і регулювання фінансово-кредитних відносин в умовах створення нової економічної системи України» в тому ж університеті. В 1999 році отримав вчене звання професора.
З 1996 року по 2005 рік на громадських засадах завідував кафедрою банківської справи УАБС, з 2005 по 2011 рр. офіційно очолював дану кафедру.
З 2005 року по 2017 рік – працював на професорсько-викладацьких посадах в Українській академії банківської справи.
У 2006—2009 рр. входив до редакційної колегії журналу «Банки та банківські системи країн світу», у 2011—2015 рр. – журналу «Вісник Української академії банківської справи».
З серпня 2011 року — професор кафедри банківської справи УАБС. За його участі при кафедрі було створено дилінговий зал для підготовки фахівців міжбанківського валютного ринку та навчально-тренувальний банк, як діюча модель реального банку.
Помер 6 травня 2017 року, похований у місті Суми.

## Науково-педагогічна діяльність
Основними напрямками наукової діяльності були  дослідження з питань еволюції фінансово-кредитної та банківської системи України, розвитку ринкової економіки, бюджетної політики держави, перспектив удосконалення банківських технологій.
Автор і співавтор понад 70 наукових праць, більш ніж 30 монографій і навчальних посібників.
Під керівництвом Сала І. В. захистили дисертації понад 10 аспірантів.

## Громадська діяльність і захоплення
Сало І.В. був віруючим християнином. Змінила світогляд і привела до віри клінічна смерть, яку він пережив у 1961 році через невдалу операцію на гландах.
Був прихожанином Української Православної Церкви. Один із засновників першого в Україні (1998 р.) православного інтернет-ресурсу «Православіє в Україні» (нині — сайт «Відкритого Православного Університету Святої-Софії-Премудрості»). 
У 2013 році до 15-річчя існування інтернет-порталу був удостоєний нагороди від Предстоятеля Української Православної Церкви Блаженнішого Митрополита Київського — ордена Святителя Димитрія Ростовського.
Брав безпосередню участь у відродженні та розбудові Українського козацтва. Підтримував патріотичне виховання молоді, долучався до різноманітних заходів, з'їздів, рад що проводились в козацьких організаціях. Був членом СумсОблГО «СОКОЛ» та СОРГО "Козацьке військо ім. Гетьмана Мазепи.
За рішенням генеральної військової старшини в 2008 році отримав звання Генерал–полковник об'єднаних козацьких організацій «Слобожанщина».

## Публіцистика
За життя видав чотири філософські книги про сенс життя: «Добро и зло», «Розум переможе», «Філософія життя», «Через смерть к жизни». Висвітлював думки про сутність людини, про цілі її життя, про добро і зло. Вірив в силу людського розуму, в силу духовності та освіти. Вірив у долю.
Книги видавав за власні кошти. Допомагала в їх написанні і виданні — Тетяна Соколенко, старша донька і однодумець автора.
Сенс життя бачив у тому, якщо навіть одна людина з тисячі (такий був тираж його книг) прочитає думки автора, зробить висновки, повірить в Бога, стане добрішим і дбайливіше ставитиметься до себе, до свого життя і до оточуючих, це вже буде крок вперед, до перемоги добра.

## Нагороди та відзнаки
1981 рік — орден «Знак Пошани».
1985 рік — медаль «Ветеран праці».
1989 рік — нагрудний знак «Відмінник фінансової роботи» Мінфіну СРСР і ЦК профспілок робітників державних установ СРСР.
1999 рік — орден Преподобного Нестора Літописця.
2001 рік — орден «Різдво Христове» ІІ ступеня.
2001 рік — ювілейна срібна медаль «Національний банк України», нагрудний знак «Почесна відзнака Національного банку України», ювілейна срібна монета «10 років проголошення незалежності України».
2003 рік — бронзовий пам'ятний знак «Національний банк України», орден «Рівноапостольного князя Володимира».
2006 рік — відзнака Міносвіти і науки «Петро Могила».
2008 рік — срібним пам'ятний знак «Національний банк України».
2011 рік — золотий пам'ятний знак «Національний банк України».
2013 рік — орден Святителя Димитрия Ростовского «За заслуги перед Українською  православною церквою».
2014 рік — Почесна грамота Сумської обласної ради
17 січня 2014 року присвоєно звання «Заслужений професор ДВНЗ Українська академія банківської справи Національного банку України».

## Публікації

### Наукові праці
- Государственное управление финансами в рыночной экономике: монография / Бабич В. П., Сало И. В. — К.: УкрИНТЭИ, 1994. — 100 с.
- Сало И. В. Финансы в рыночной экономике: монография / Сало И. В. — К.: Либра, 1994. — 80 с.
- Сало І. В. Фінанси в ринковій економіці: монографія / Сало І. В. — Суми: Слобожанщина, 1995. — 224 с.
- Сало І. Фінансово-кредитна система України та перспективи її розвитку: монографія / Сало І. В. — К.: Наукова думка, 1995. — 178 с. — ISBN 5-12-004626-6
- Сало І. В. Удосконалення кредитної системи та важелі реалізації кредитної політики держави: монографія / І. В. Сало — Суми: Слобожанщина, 1995. — 48 с.
- Сало, І. В. Перспективи розвитку фінансово-кредитної системи України: монографія / І. В. Сало — Суми: Слобожанщина, 1995. — 36 с.
- Сало І. В. Організація фінансового аналізу та контролю в умовах впровадження нової фінансово-кредитної системи України: монографія / І. В. Сало — Суми: Слобожанщина, 1995. — 24 с.
- Сало І. В. Добро і зло: монографія / Сало І. В. — Суми: Козацький вал, 2001. — 192 с. — ISBN 978-966-680-542-6
- Сало І. В. Розум переможе: монографія / Сало І. В. — Суми: Козацький вал, 2002. — 238 с. — ISBN 966-589-474-9
- Сало І. В. Формування вищих навчальних закладів Національного банку України: монографія / Сало І. В. — Суми, Козацький вал, 2003. — 324 с.
- Сало І. В. Формування і розвиток державності, економіки та науки: монографія / Сало І. В., Д'яконова І. І. Соколенко Т. І. — Суми, Козацький вал, 2003. — 544 с. — ISBN 966-589-666-0
- Сало И. В. Через смерть к жизни: монография / Сало И. В. — Сумы: Козацкий вал, 2003. — 402 с. — ISBN 966-589-680-6
- Сало І. В. Філософія життя: монографія / Сало І. В., Соколенко Т. І. — Суми: Університетська книга, 2006. — 240 с. — ISBN 966-680-280-5
- Сало І. В. Розвиток науки і освіти в Українській академії банківської справи Національного банку України: монографія / І. В. Сало, І. І. Д'яконова. — Суми: ВТД «Університетська книга», 2006. — 300 с. — ISBN 966-680-254-6
- Сало І. В. Макро- і мікроекономічні складові розвитку: монографія / В. С. Стельмах А. О. Єпіфанов, І. В. Сало, І. І. Д'яконова, М. А. Єпіфанова. — Суми: ВТД «Університетська книга», 2006. — 505 с. — ISBN 966-680-304-6
- Сало І. В. Контроль: інспектування, аудит, банківський нагляд: монографія / В. С. Стельмах, А. О. Єпіфанов, І. В. Сало, М. А. Єпіфанова. — Суми: ВТД «Університетська книга», 2006. — 432 с. — ISBN 966-680-279-1
- Сало І. В. Податковий менеджмент у банку: монографія / І. В. Сало, Н. Г. Євченко. — Суми: ДВНЗ «УАБС НБУ», 2009. — 187 с. — ISBN 978-966-8958-38-0
- Єпіфанов А. О. Бюджет Укріїни: монографія: у 2-х кн. Кн.1: Бюджет — головна ланка фінансів держави / А. О. Єпіфанов, І. І. Д'яконова, І. В. Сало. — Суми: ДВНЗ «УАБС НБУ», 2010,-201 с. — ISBN 978-966-8958-60-1
- Єпіфанов А. О. Бюджет Укріїни [Текс]: монографія: у 2-х кн. Кн.2: Виконання бюджету / А. О. Єпіфанов, І. І. Д'яконова, І. В. Сало. — Суми: ДВНЗ «УАБС НБУ», 2010,-187 с. — ISBN 978-966-8958-60-1
- Управління залученням банківських ресурсів з депозитних джерел: монографія [Ярошенко С. П., Сало І. В., Крухмаль О. В., Кобичева О. С.]. — Суми: Університетська книга, 2011. — 105 с. — ISBN 978-966-680-608-9
- Формування та реалізація кредитної політики банку: монографія / І. В. Сало, І. В. Карбівничий. — Суми: Університетська книга, 2011. — 176 с. — ISBN 978-966-680-584-6
- Сало І. В. Контроль у системі управління: монографія / І. В. Сало. — Суми: Університетська книга, 2012. — 166 с. — ISBN 978-966-2704-03-7

### Навчальні посібники
- Єпіфанов А. О. Бюджет і фінансова політика України: навчальний посібник / А. О. Єпіфанов, І. В. Сало, І. І. Д'яконова. — К.: Наукова думка, 1997. — 304
- Регіональна економіка: навчальний посібник / Єпіфанов А. О., Сало, І. В. — К.: Наукова думка, 1999.– 341 с.
- Економічна інформатика: навчальний посібник / Стельмах В. С., Єпіфанов А. О., Сало І. В.– Суми: Слобожанщина, 2000.– 260 с. ISBN 966-535-183-4
- Фінансово-кредитні системи України-Росії (XVIII-XX ст.): навчальний посібник / Ред. І. В. Сало. — К., 2000.– 312 с.
- Кредитна система України і банківські технології. У 3 кн. Кн.3: Банківські технології: навчальний посібник / Національний банк України; Ред. І. В. Сало. — Львів: ЛБІ НБУ, 2002.– 336 с.
- Кредитна система України і банківські технології. У 3 кн. Кн.2: Бухгалтерський облік. Банківський нагляд. Контроль та аудит: навчальний посібник / Національний банк України; Ред. І. В. Сало. — Львів: ЛБІ НБУ, 2002.– 392 с.
- Кредитна система України і банківські технології. У 3 кн. Кн.3: Банківські технології: навчальний посібник / Національний банк України; Ред. І. В. Сало. — Львів: ЛБІ НБУ, 2002.– 336 с.
- Економіка розвитку: підручник / Царенко О. М.; Бей Н. О.; Д'яконова І. І.; Сало І. В. — Суми: Університетська книга, 2004.– 590 с.
- Сало І. В. Корпоративне управління і фондовий ринок: підручник / О. М. Царенко, О. Д. Бей, О. Д. Мартиненко, І. В. Сало. — Суми: ВТД «Університетська книга», 2005. — 334
- Сало І. В. Засади фінансового менеджменту в банку / І. В. Сало // Фінансовий менеджмент банку: навчальний посібник / І. В. Сало, О. А. Криклій. — Суми: ВТД «Університетська книга», 2007. — С. 3-18.
- Операції комерційних банків: навчальний посібник / Єпіфанов А. О., Маслак Н. Г., Сало І. В. — Суми: Університетська книга, 2007. — 523 с.
- Фінансовий менеджмент банку: навчальний посібник / Сало І. В., Криклій О. А. — Суми: Університетська книга, 2007. — 314 с.